# Kia Sephia

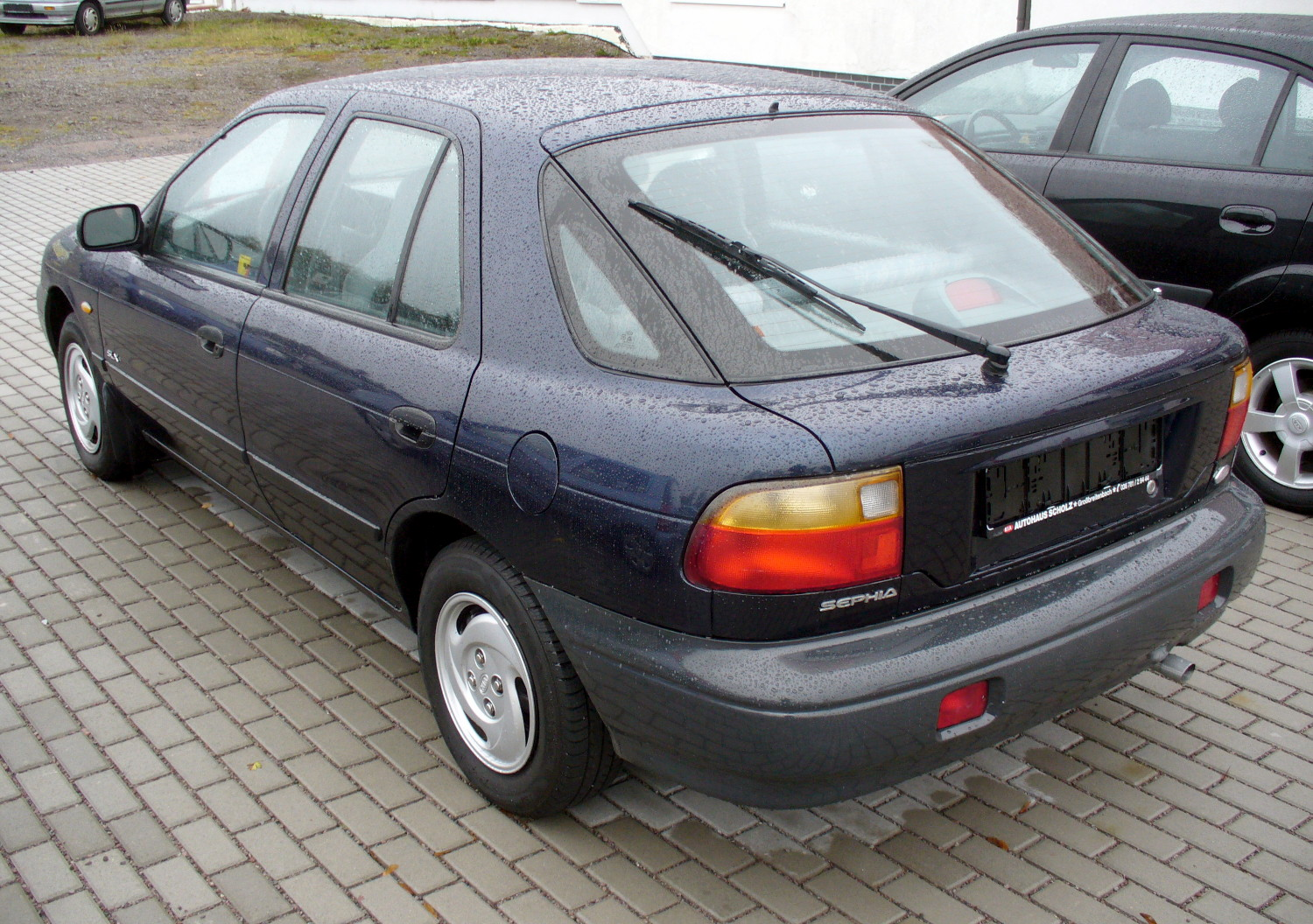
Kia Sephia hatchback (1996-1998)

De Kia Sephia is een compacte middenklasser van de Zuid-Koreaanse autofabrikant Kia Motors. De tweede generatie Sephia werd in 1997 geïntroduceerd en kwam in 1998 beschikbaar op de Nederlandse markt, de hatchback kreeg de naam Kia Shuma. In 2001 kregen de Sephia II en Shuma een facelift. Hierbij werd ook de naam van de Sephia sedan voor Nederland veranderd in Kia Mentor.

## Sephia (1993-1998)
De in 1992 geïntroduceerde Kia Sephia kwam in 1993 naar Nederland en was toen het eerste en voorlopig enige model in het modellengamma van Kia. De Sephia was er in eerste instantie louter als sedan. Technisch is de Sephia gebaseerd op de vierde generatie Mazda 323 (BG). Ook de 1.6 liter motor met 80 pk is een ontwerp van Mazda, welke Kia in licentie in Zuid-Korea vervaardigde. In 1995 introduceerde Kia de vernieuwde Sephia. Die is te herkennen aan een nieuwe grille met het nieuwe Kia-logo, nieuwe koplampen, motorkap en andere achterlichtindeling. Verder werd de 1.6 liter motor vervangen door een eveneens van Mazda afkomstige 1.5 liter met hetzelfde vermogen. Het interieur werd geheel herzien, verbeterde stoelen en verder werden een bestuurdersairbag en ABS leverbaar. In 1996 werd de Sephia hatchback leverbaar, na een eerdere introductie op de AutoRAI van 1995. De Sephia hatchback is 3 cm korter dan de sedan. Verder onderscheidt de hatchback zich van de sedan door andere stoelen met geïntegreerde hoofdsteunen en blauwe wijzerplaten in het instrumentenpaneel. Daarnaast is de bagageruimte 78 liter groter dan die van de sedan.
Kia presenteerde in 1992 de Sephia Convertible Concept. Die heeft een lengte van 4335 mm, breedte van 1695 mm en hoogte van 1365. De Sephia heeft een Cw-waarde van 0,38. De Sephia Convertible Concept heeft een massa leeg van 1045 kg. Verder heeft de Convertible een 1,8 liter motor met een vermogen van 125 pk. Hiermee moeten een topsnelheid van 190 km/h en een acceleratie van 0-100 km/h in 9.8 seconden mogelijk zijn. De Sephia Convertible Concept werd later getoond op de IAA Frankfurt van 1995, maar is niet in productie gegaan.

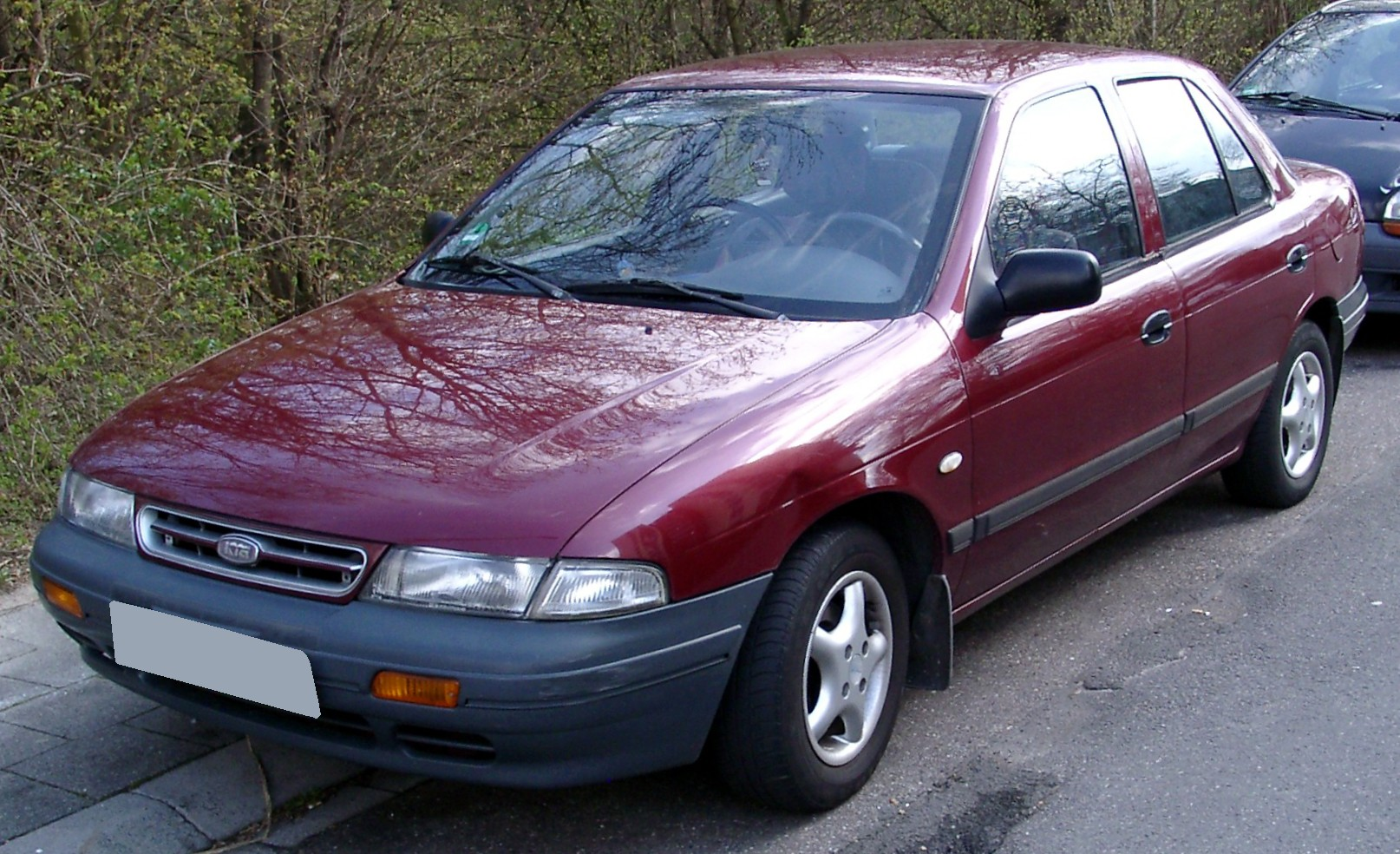
Kia Sephia (1993–1995)
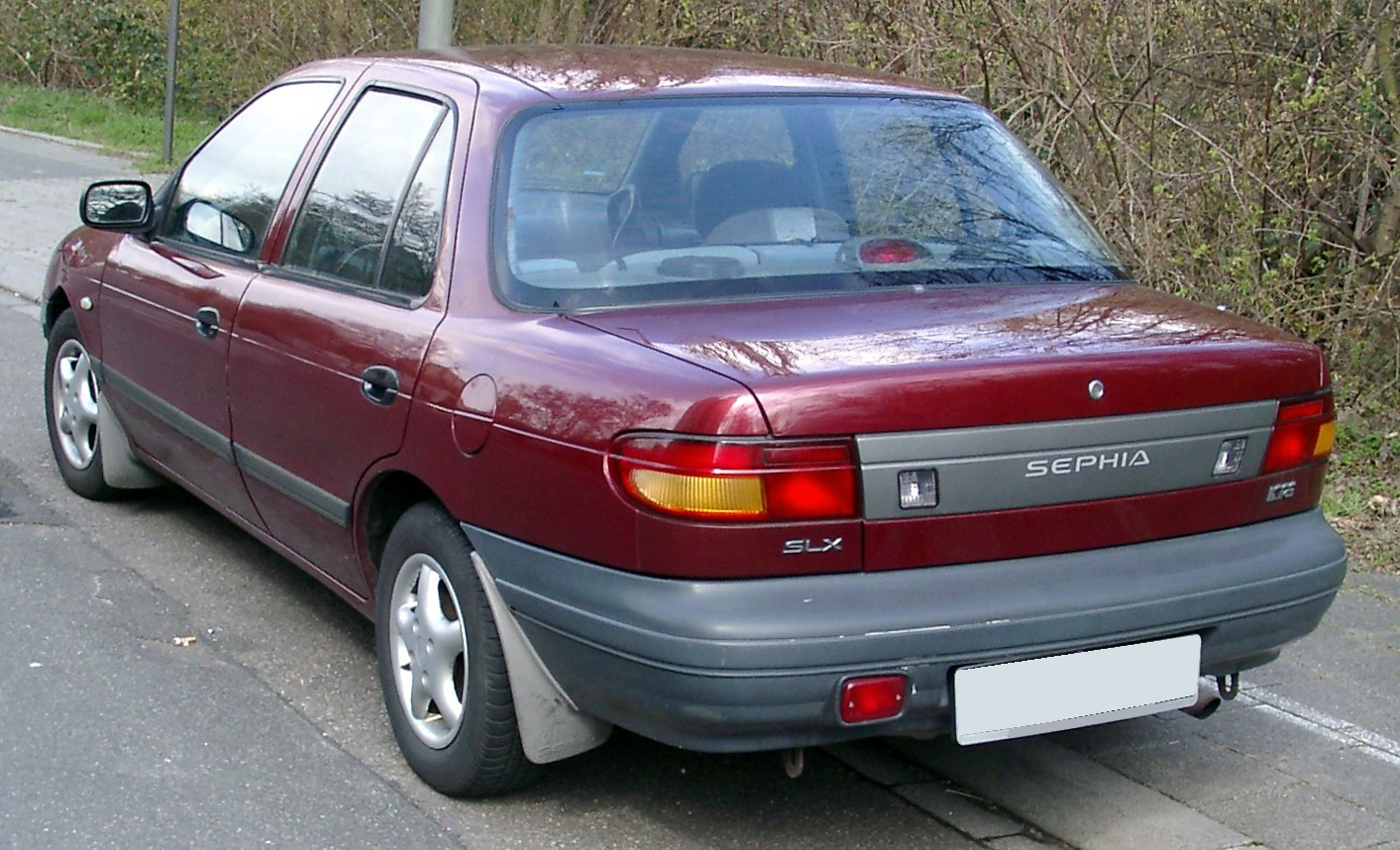
Kia Sephia (1993-1995)
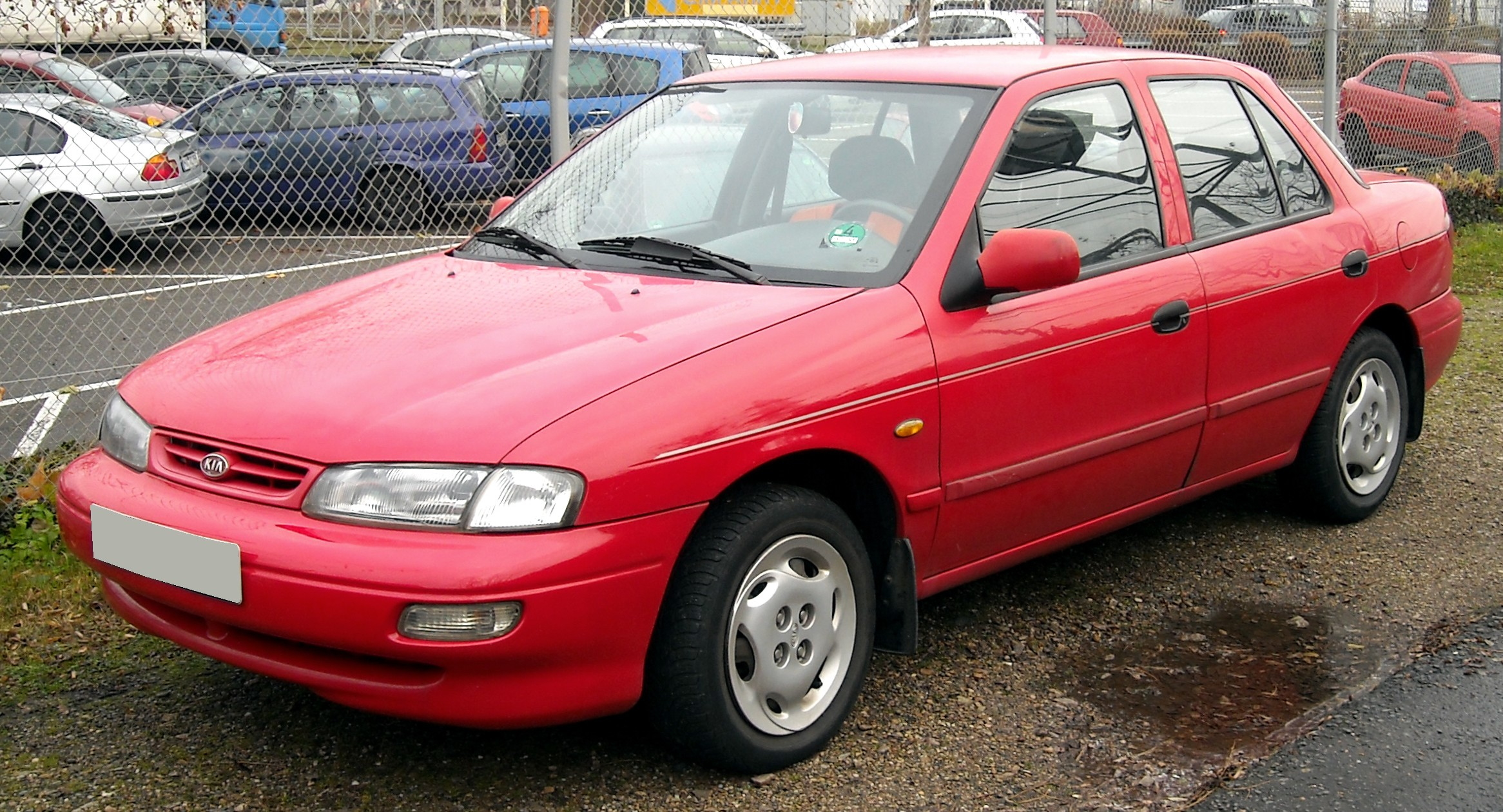
Kia Sephia (1995-1998)
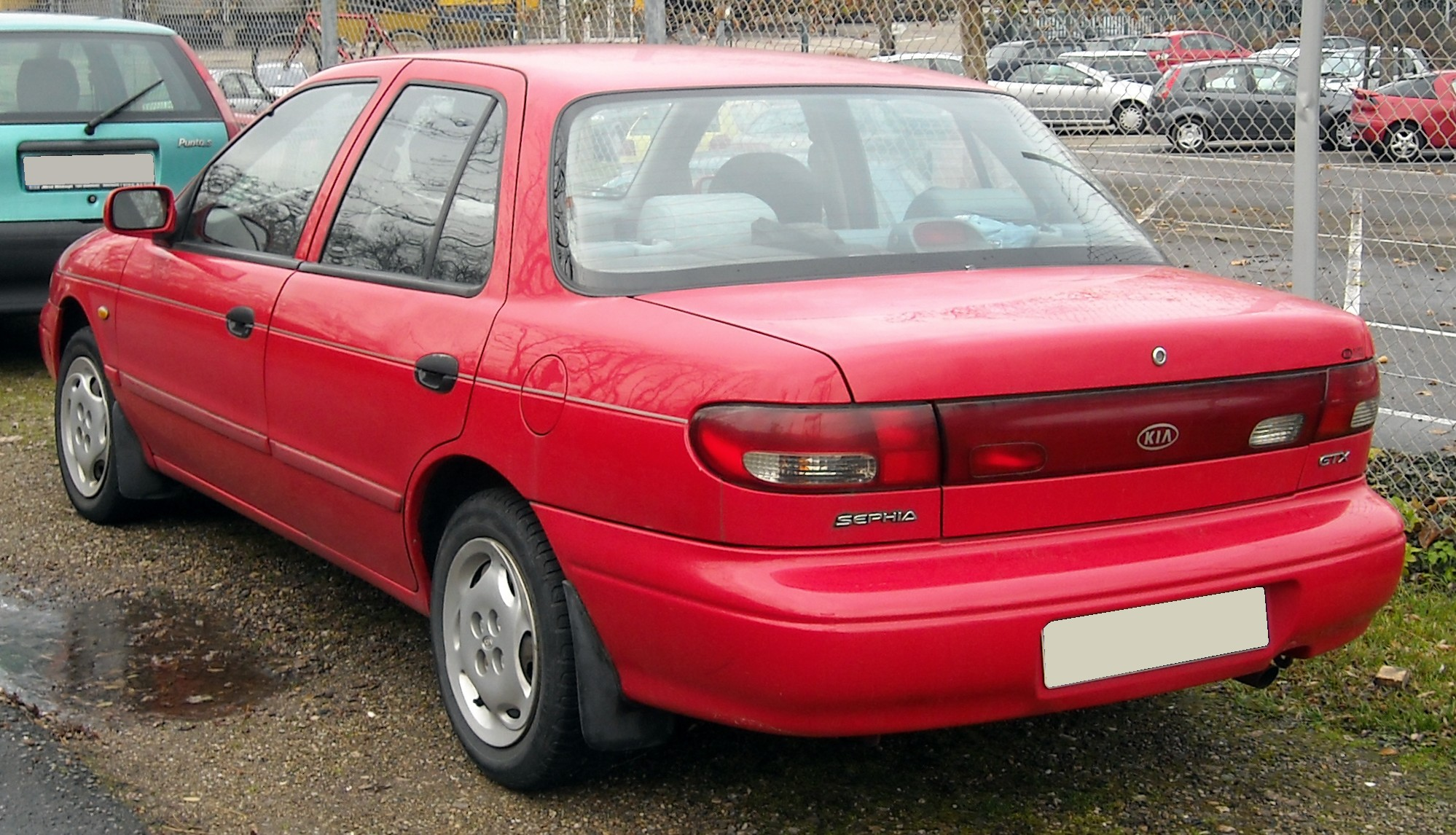
Kia Sephia (1995–1998)

### Motoren
| Type | Oorsprong | Motorcode | Cilinders | Kleppen | Cilinderinhoud (cc) | Vermogen            | Koppel              | Opmerkingen                            |
| ---- | --------- | --------- | --------- | ------- | ------------------- | ------------------- | ------------------- | -------------------------------------- |
| 1.5  | Mazda     | B5        | 4         | 8       | 1498                | 80 pk bij 5500 rpm  | 120 Nm bij 2500 rpm | 1995-1998                              |
| 1.6  | Mazda     | B6        | 4         | 8       | 1598                | 80 pk bij 5000 rpm  | 120 Nm bij 3500 rpm | 1993-1995                              |
| 1.8  | Mazda     | T8        | 4         | 16      | 1793                | 112 pk bij 5500 rpm | 152 Nm bij 4400 rpm | Niet leverbaar in Nederland; 1995-1998 |
| 1.8  | Mazda     | T8        | 4         | 16      | 1840                | 125 pk bij 6500 rpm | 154 Nm bij 4500 rpm | Sephia Convertible Concept             |

## Sephia II, Shuma & Mentor (1998-2004)

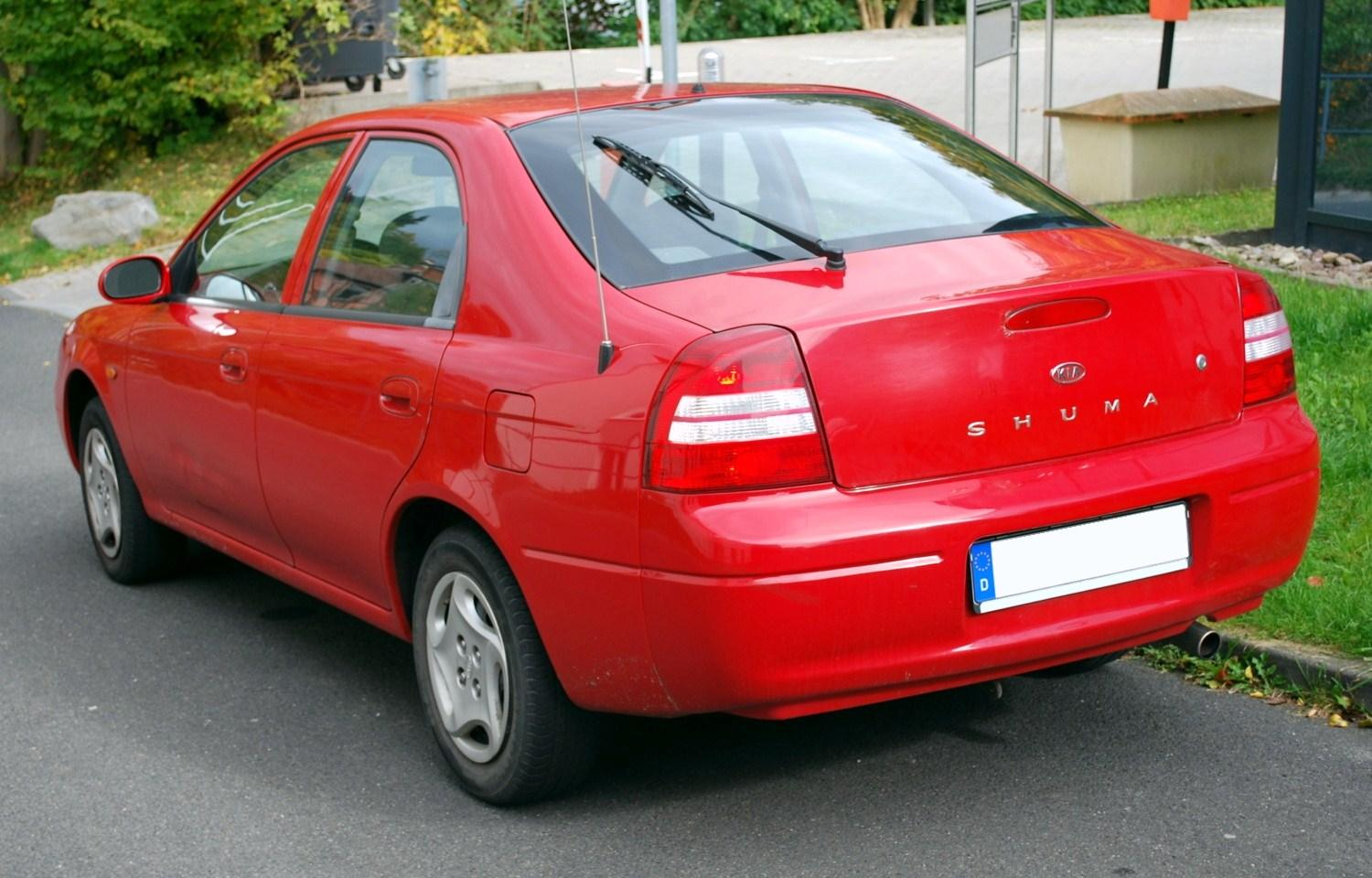
Kia Shuma (1998-2001)

Na de introductie van de Sephia II in 1997 startten een jaar later de leveringen in Nederland. De hatchback kreeg voortaan de naam Shuma. De Sephia II werd louter geleverd met een nieuwe 1.5 liter benzinemotor met 88 pk, de Shuma kon ook worden geleverd met een 1.8 liter met 111 pk. De 1.8 kon ook worden gekoppeld aan een 4-traps automaat. De Sephia II heeft een bagageruimte van 293 liter, de Shuma komt tot 328 liter. Ondanks de lage prijzen was ook de Shuma geen succes. In 2001 kreeg de Shuma een facelift. Die is te herkennen aan een nieuwe neus, grille en bumpers met geïntegreerde mistlampen. Door dikkere bumpers nam de lengte met enkele centimeters toe. Ook de Sephia werd optisch grondig gewijzigd, sindsdien ging het model in Nederland door het leven als Kia Mentor. Ook de motoren werden bij de introductie van de Mentor en vernieuwde Shuma onder handen genomen. De 1.5 liter benzinemotor werd vervangen door een 1.6 liter met 101 pk en de 1.8 kreeg 3 pk extra, die laatste motor bleef echter voorbehouden aan andere modellen.
In sommige markten, waaronder Noord-Amerika en Rusland, werd de tweede generatie Sephia onder de naam Kia Spectra verkocht. In Rusland werd de Spectra geassembleerd bij de autofabrikant IZj. De opvolger van de Sephia is de in 2004 geïntroduceerde Kia Cerato.

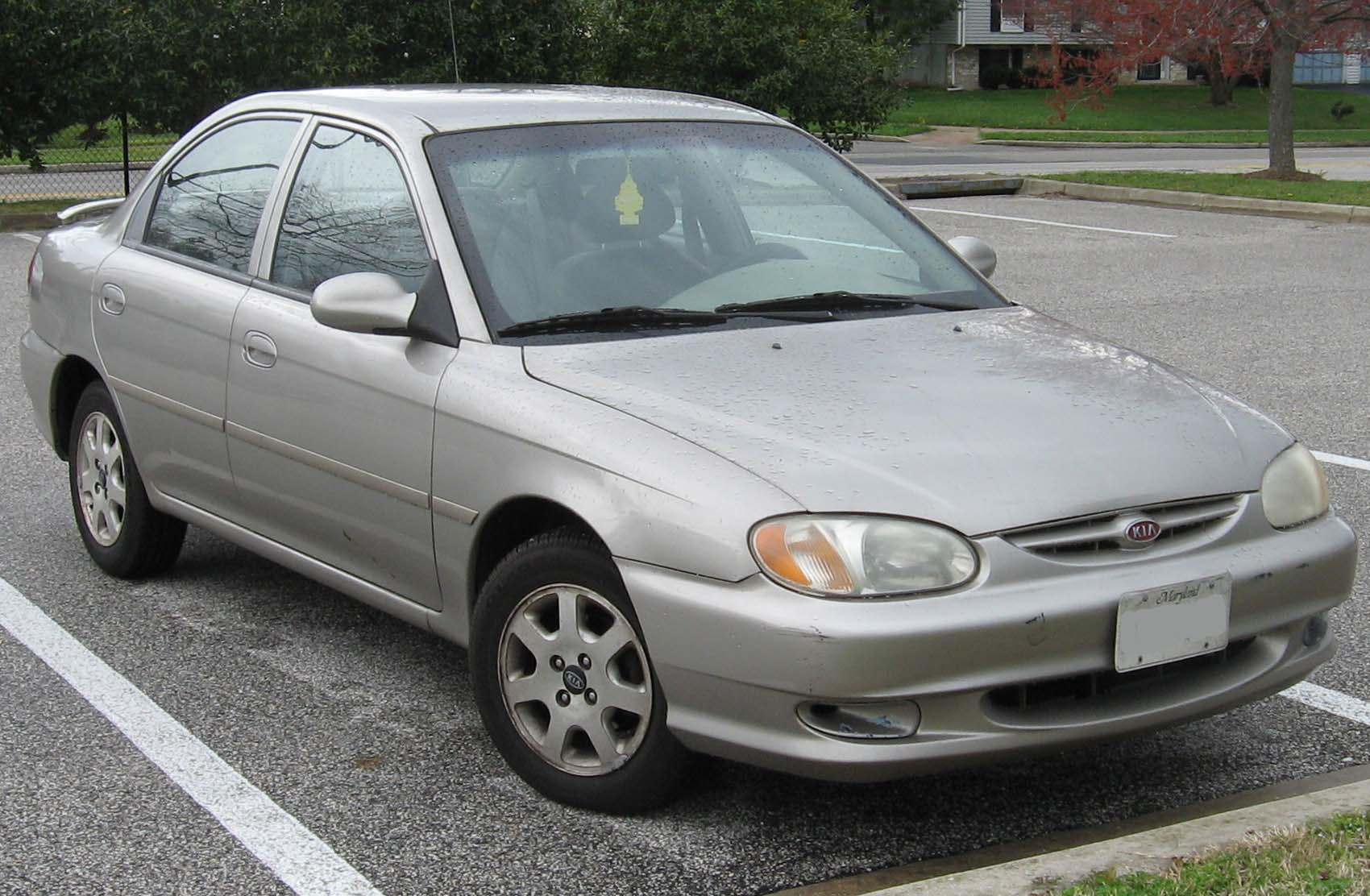
Kia Sephia II (1998-2001)
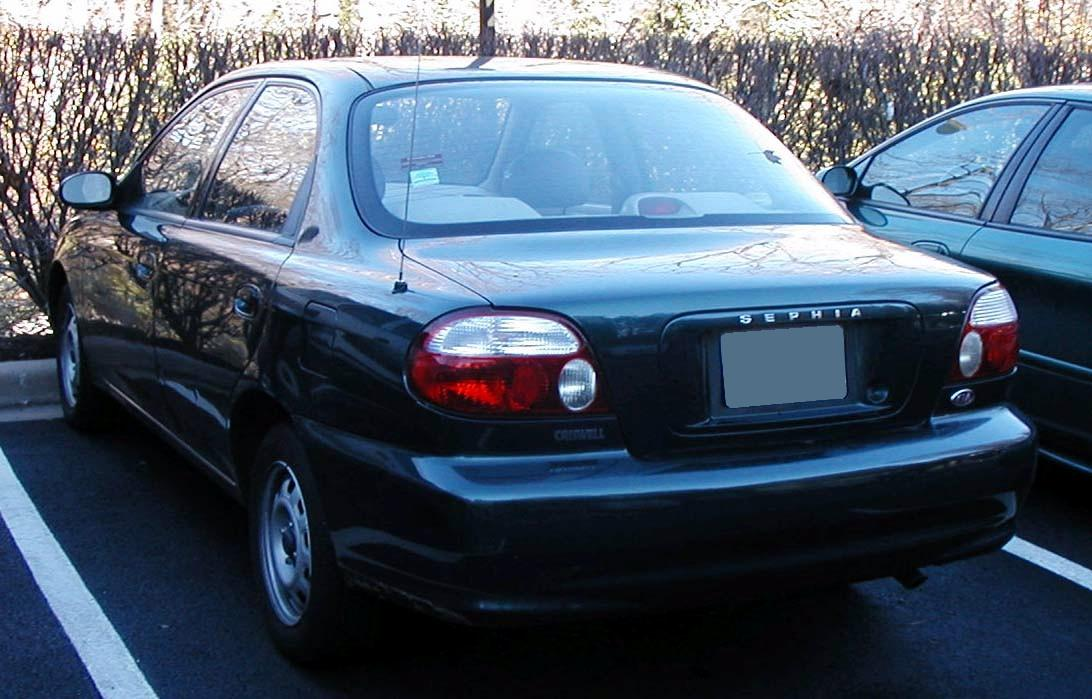
Kia Sephia II (1998-2001)
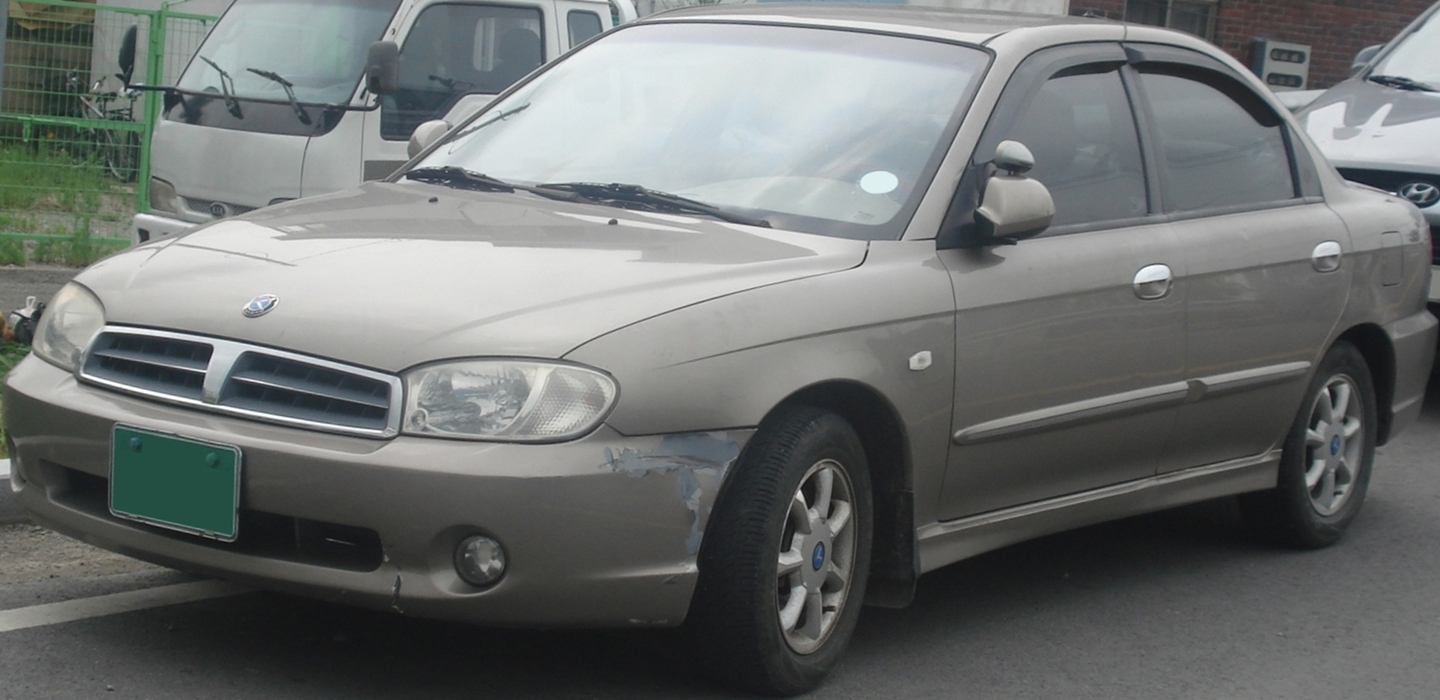
Kia Mentor (2001-2004)
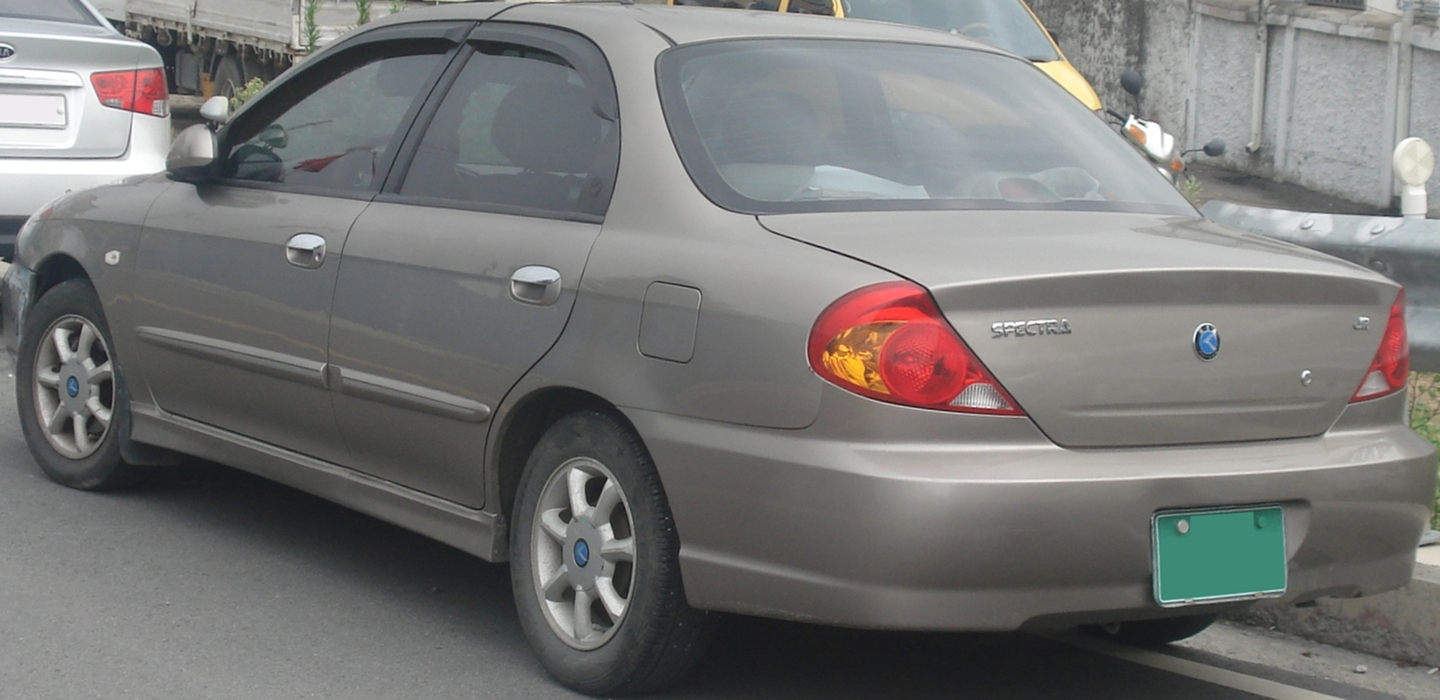
Kia Mentor (2001-2004)
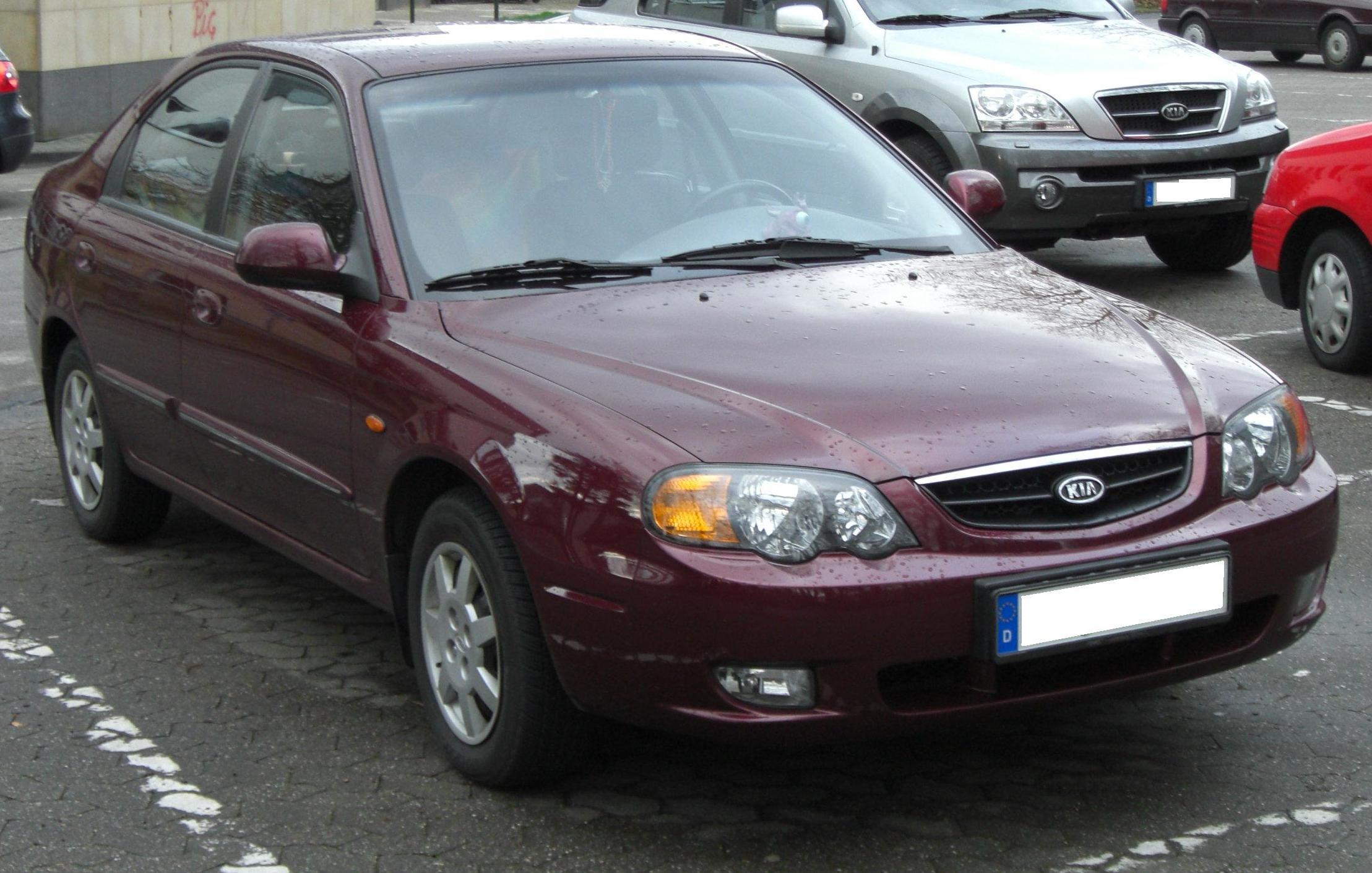
Kia Shuma (2001-2004)
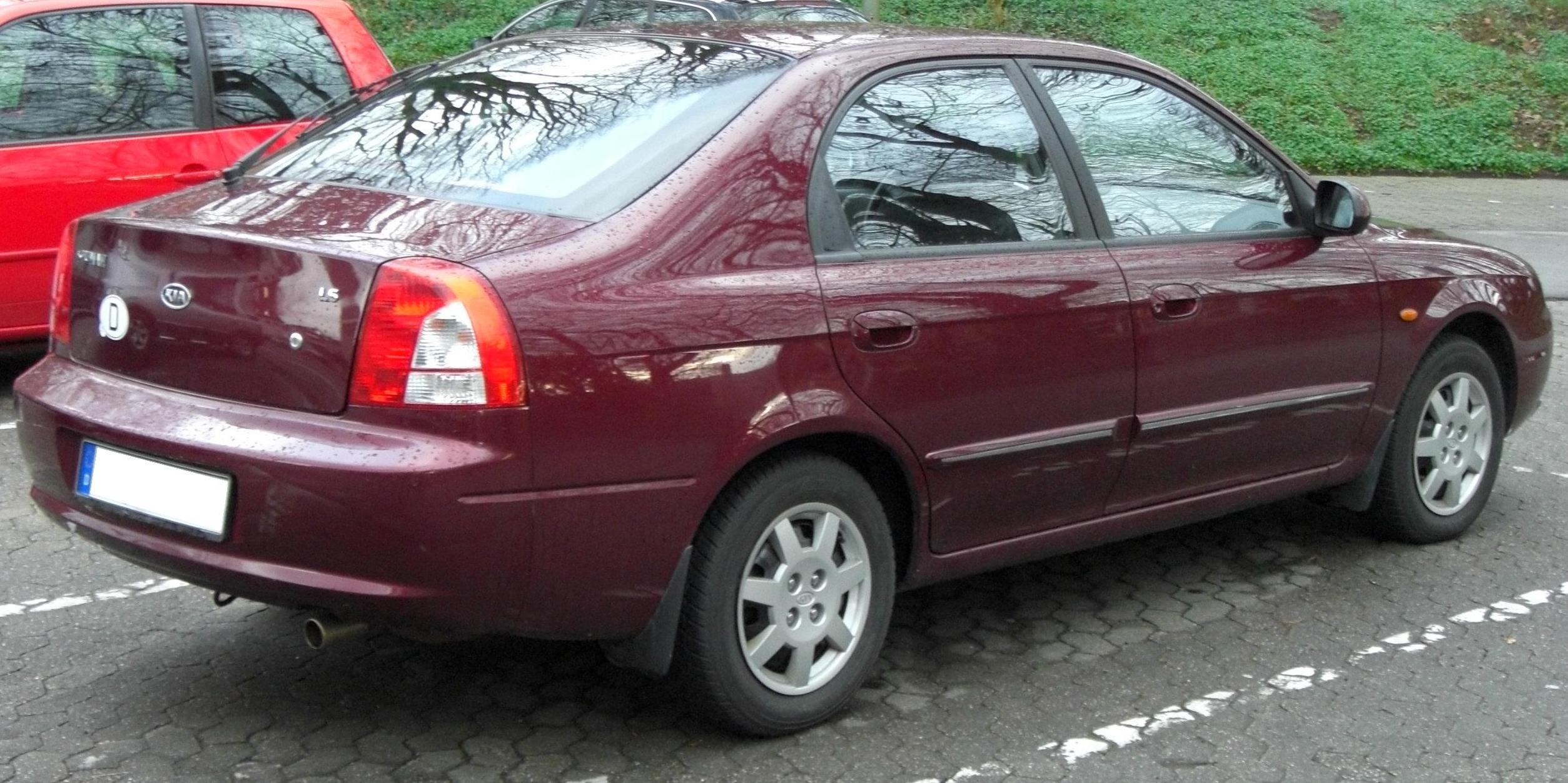
Kia Shuma (2001–2004)

### Motoren
| Type | Oorsprong   | Motorcode | Cilinders | Kleppen | Cilinderinhoud (cc) | Vermogen            | Koppel              | Opmerkingen                            |
| ---- | ----------- | --------- | --------- | ------- | ------------------- | ------------------- | ------------------- | -------------------------------------- |
| 1.5  | Kia (Mazda) | BFD       | 4         | 16      | 1498                | 88 pk bij 5000 rpm  | 135 Nm bij 4000 rpm | 1998-2001                              |
| 1.6  | Kia (Mazda) | A6D       | 4         | 16      | 1594                | 101 pk bij 5500 rpm | 148 Nm bij 4500 rpm | 2001-2004                              |
| 1.8  | Kia (Mazda) | T8D       | 4         | 16      | 1793                | 111 pk bij 5800 rpm | 152 Nm bij 4500 rpm | 1998-2001                              |
| 1.8  | Kia (Mazda) | T8D       | 4         | 16      | 1793                | 114 pk bij 5600 rpm | 157 Nm bij 4500 rpm | Niet leverbaar in Nederland; 2001-2004 |

Huidige modellen Europa:
Ceed ·
EV3 ·
EV6 ·
EV9 ·
Niro ·
Niro EV ·
Picanto ·
Sorento ·
Sportage ·
Stonic
Overige modellen internationaal:
Bongo ·
Borrego ·
Cadenza ·
Carnival ·
Forte ·
K2 ·
Optima ·
Quoris ·
Ray ·
Soul
Uit productie:
Avella ·
Besta ·
Pregio ·
Carens ·
Cerato ·
Clarus ·
Joice ·
Magentis ·
Opirus ·
Pride ·
Retona ·
Rio ·
Roadster ·
Mentor ·
Sephia ·
Shuma ·
Stinger ·
Venga